# Seitingen-Oberflacht
Seitingen-Oberflacht település Németországban, azon belül Baden-Württembergben. Lakosainak száma 2628 fő (2023. december 31.). Seitingen-Oberflacht Rietheim-Weilheim községgel határos.

## Népesség
A település népessége az elmúlt években az alábbi módon változott:
| Lakosok száma | 1342 | 1466 | 1604 | 1782 | 1890 | 2192 | 2253 | 2306 | 2300 | 2628 |
|               | 1961 | 1967 | 1974 | 1980 | 1987 | 1993 | 2000 | 2006 | 2013 | 2023 |